# Leuconoplana ovata
Leuconoplana ovata är en plattmaskart som först beskrevs av Uljanin 1870, och fick sitt nu gällande namn av Leuckart 1871. Leuconoplana ovata ingår i släktet Leuconoplana och familjen Polycystididae.
Artens utbredningsområde är Svarta Havet. Inga underarter finns listade i Catalogue of Life.